# The Vision of Escaflowne
The Vision of Escaflowne (яп. 天空のエスカフローネ тэнку: но эсукафуро:нэ, досл. «Небесный Эскафлон»), известный в России как «Видение Эскафлона» или просто «Эскафлон» — две манги и аниме-сериал, выпущенный в 1996 году студией Sunrise на основе оригинальной идеи Сёдзи Кавамори, ставшего известным по сериалу «Гиперпространственная крепость Макросс» и его продолжениям. Сериал разрабатывался с начала 1990-х и планировался длиной 39 серий. Однако по финансовым соображениям метраж был сокращен, а темп действия — значительно ускорен.

## Сериал

### Мир сериала
Действие сюжета происходит в двух мирах. Один из них — Земля (называемая на Гайе «Волшебной Луной»), она похожа на реальную Землю конца XX-го века. Другой мир, Гайя, похож на западные фэнтэзийные вселенные. На небе Гайи видна Земля и Луна, а развитие технологий напоминает Средневековье, за исключением достижений в создании пилотируемых роботов, вооружённых гигантским холодным оружием. Также в этом мире существуют летающие корабли, основой конструкции которых является «летучий камень» — добываемый в определённых местах камень, обладающий антигравитационными свойствами. Источниками энергии для большинства боевых механизмов в мире Гайи являются «сердца» умерших драконов.
Места событий:
- Земля (Призрачная Луна)
  - Япония (современная)
  - Атлантида (древняя, до момента её гибели)
- Гайя
  - Фанэлия
  - Астурия
  - Зайбах
  - Фрэйд

### Сюжет
Хитоми — жизнерадостная старшеклассница, умеющая гадать на картах Таро и обладающая необычным медальоном со свойствами метронома. Она посещает легкоатлетический клуб и влюблена в Амано, капитана этого клуба. Амано собирается уехать из страны, и перед его отъездом Хитоми спорит с ним, что если она пробежит стометровку быстрее 13 секунд, то он её поцелует.
Начав забег на глазах Амано и её подруги, она сталкивается с неожиданно появившемся из воздуха на её пути юношей, вооружённым мечом. Почти сразу за ним появляется дракон, с которым юноша начинает бой. Видя происходящее, Хитоми вдруг впадает в транс и видит, что дракон через несколько секунд убьёт своего противника. Она вмешивается в бой, предупреждает парня об опасности, в результате дракон оказывается повержен.
Парня зовут Ван. Он грубо говорит с девушкой, категорически отказываясь признать, что она ему помогла. Ван забирает сердце дракона (энерджист), но после этого неведомая сила, только что переместившая Вана и дракона на Землю, проявляется вновь, и Ван с Хитоми попадают на Гайю — планету, в небе которой видны и Луна, и Земля… Ван Фанэлл — король Фанэлии, одного из государств Гайи. Его битва с драконом — традиционный фанэлийский ритуал, который должен быть выполнен принцем перед восшествием на престол. Добытое сердце дракона становится элементом питания для Эскафлона — необычного меха, являющегося принадлежностью правящего дома Фанэлии.
События сериала развиваются, в основном, на Гайе. Основа сюжета — история противостояния императора Дорнкирка, главы империи Зайбах, и группы героев, в которую входят Хитоми, Ван, Аллен Шезар — рыцарь государства Астурия, Миллерна — третья принцесса Астурии, и ещё несколько персонажей. Дорнкирк — гениальный учёный, пытающийся воскресить забытые знания и силы Атлантов — создателей Гайи, некогда уничтоживших свой материк на Земле и бежавших с неё. Его цель — создать идеальный мир, в котором все желания людей будут осуществляться. Во имя этой идеи технологически передовой Зайбах нападает на государства Гайи, становясь причиной гибели многих людей.

### Персонажи сериала
Хитоми Кандзаки (яп. 神崎ひとみ Кандзаки Хитоми) — японская школьница с Земли, обладающая провидческим даром, и волшебным талисманом, из-за которого и оказывается на Гайе.
Сэйю: Маая Сакамото
Ван Сланзар де Фанел (яп. バァン・スランザール・デ・ファーネル Баан Сурандза:ру дэ Фа:нэру) — младший принц и наследник престола Фанелии. Так как его мать принадлежала к крылатой расе атлантов, способен при необходимости «отращивать» крылья и летать.
Сэйю: Томокадзу Сэки
Аллен Крузейд Шезар (яп. アレン・クルゼード・シェザール Арэн Курудзэ:до Сиэдза:ру) — Рыцарь Неба Астурии, командир отряда пограничников, базирующихся на собственном летающем корабле.
Сэйю: Синъитиро Мики
Диландау Альбато (яп. ディランドゥ・アルバタウ Диранду Арубатау) — Безумный командир элитного подразделения войск Зайбаха «Истребители Драконов». Управляет уникальным красным гамельфом со встроенным огнемётом и холодным оружием изменяющейся формы.
Сэйю: Минами Такаяма
Фолкэн Лакур де Фанел (яп. フォルケン・ラクール・ デ・ファーネル Форукэн Раку:ру дэ Фа:нэру) — старший брат Вана де Фанела, принц Фанелии. Во время традиционного ритуала убийства дракона, необходимого для вступления в права монарха, потерял руку и был спасён Дорнкёрком, который так же сконструировал ему искусственную руку. С этого момента Фолкэн становится полководцем Дорнкёрка и помогает ему в осуществлении планов по завоеванию Гайи.
Сэйю: Дзёдзи Наката
Мерль (яп. メルル Мэруру) — молодая девушка из расы людей-кошек. Детский друг Вана де Фанела, влюблённая в него.
Сэйю: Икуэ Отани
Дорнкирк (яп. ドルンカーク Дорунка:ку) — гениальный учёный с Земли, оказавшийся на Гайе в результате своих попыток найти наследие древних атлантов. За счёт своих научных познаний, в краткий срок стал правителем и обеспечил экономическое и технологическое процветание бедного и отсталого государства Зайбах на Гайе. Используя свою власть и исключительную лояльность подданных, начал военную экспансию на соседние государства, с целью устроения «идеального мира».
Сэйю: Масато Яманоти
Балгас (яп. バルガス Баругасу) — один из четырёх генералов Фанелии и наставник Вана де Фанела.
Сэйю: Тэссё Гэнда
Миллерна Сара Астон (яп. ミラーナ・サラ・アストン Мира:на Сара Асутон) — третья (младшая) принцесса Астурии, влюблённая в Аллена Шезара, но обещанная в жёны Драйдену Фасса.
Сэйю: Маюми Иидзука
Драйден Фасса (яп. ドライデン・ファッサ Дорайдэн Фасса) — крупнейший торговец, промышленник и меценат Астурии, жених принцессы Астурии Миллерны Астон. Кроме своей основной деятельности занят исследованиями тайн Атлантиды.
Сэйю: Дзюрота Косуги
Нарья (яп. ナリア Нариа) — представительница расы людей-кошек. Как и её сестра-близняшка Эрья — одна из двух элитных бойцов Зайбаха с искусственно повышенной удачливостью. Спасённая в детстве Фолкеном де Фанелом от гибели, исключительно лояльна ему.
Сэйю: Юри Амано
Эрья (яп. エリヤ Эрия) — представительница расы людей-кошек. Как и её сестра-близняшка Нарья — одна из двух элитных бойцов Зайбаха с искусственно повышенной удачливостью. Спасённая в детстве Фолкеном де Фанелом от гибели, исключительно лояльна ему.
Сэйю: Наруми Хидака
Джаджука (яп. ジャジュカ Дзядзюка) — представитель расы людей-псов. Воин элитного подразделения войск Зайбаха «Истребители Драконов» под командованием Диландау Альбато. Глубоко сочувствующий злоключениям своего командира, которую знал с того момента, когда она только была похищена и ещё не страдала раздвоением личности, демонстрирует по отношению к ней буквально собачью преданность и фактически является её телохранителем.
Сэйю: Кодзи Цудзитани
Сусуму Амано (яп. 天野進 Амано Сусуму) — школьник с Земли, капитан легкоатлетического клуба, тайная любовь Хитоми.
Сэйю: Синъитиро Мики
Юкари Утида (яп. 内田ゆかり Утида Юкари) — школьница с Земли, лучшая подруга Хитоми.
Сэйю: Маюми Иидзука

## Медия

### Манга

#### Messiah Knight: The Vision of Escaflowne
Существуют две различные версии манги «Эскафлон». Первая — это восьмитомная манга Кацу Аки с преобладанием элементов жанров боевик и фансервис, а вторая — романтичная двутомная сёдзё-манга Юдзуру Ясиро. В этой манге — Хитоми, веселая и жизнерадостная девушка, которой бабушка Юри передала по наследству умение гадать по картам Таро и талисман, который является ключом к освобождению Эскафлона — гигантского человекоподобного чудовища. Гадая по картам, она случайно увидела разрушительную войну в другом параллельном мире — Гайе. Позже она находит на дороге раненного Вана, принца Фанелии, уничтоженной за один день страны его родным братом. Хитоми не знает об этом, но её внимание было приковано к знаку на руке Вана, в точности совпадающим с одной из карт Таро. Пока она перевязывает ему рану у себя дома, к ним на Землю приходит также Аллен Шезар, рыцарь Астурии, страны-союзницы принца Вана.
Вместе они оказываются на Гайе, и на них начинается охота под руководством императора Данкирка, полукровки из королевской семьи Фанелии, возлюбленного бабушки Хитоми, и его кровожадного полководца лорда Фолкиена, брата принца Вана, убившего собственного отца ради власти над всей Гайей. Рыцарь Аллен Шезар нанимает бывшего солдата империи Гадета, чтобы он доставил Хитоми и Вана в Астурию. Обе страны Астория и Зейбах начинают готовиться к войне, но король Астурии похищен и находится в заложниках империи. Хитоми похищена и находится в летающем корабле-замке империи.
Хитоми помогает смышлёный ребёнок Нойр, разбирающийся в технике. У него есть прирученная хищная птица, которую он использует для передачи сообщений и охоты. Хитоми имеет возможность вернуться домой к матери, но решает остаться на Гайе ради благополучия того мира. Лорд Фолкиен захватывает власть, лишая сил старого Данкирка, выглядящего моложе своих лет. Лорд Фолкиен похищает талисман и освобождает Эскафлон для захвата всего мира. Данкирк объединяет свои силы с компанией Вана, чтобы остановить Фолкиена. В конце Хитоми возвращается домой к матери, а Ван хочет опять возродить Фанелию, свою страну.

### Аниме
Изначально сериал планировался 39-исерийным, однако по финансовым соображением число серий сократили до 26. Аниме The Vision of Escaflowne совмещает в себе большое количество жанров и направлений в аниме — романтику, сёдзё, меха-сэнтай и сёнэн, оставаясь интересным как для девушек, так для юношей. Одной из наиболее известных и спорных особенностей сериала является необычный способ изображения лиц персонажей, выделяющий у них курносые концы носов, из-за чего некоторые зрители сравнили их с Буратино. Другой особенностью сериала является персонаж по имени Мерль, ставшая одной из первых девушек-кошек в аниме, не принадлежащих к жанру хентай. Несмотря на положительные отзывы критиков, большой популярности сериал, однако, не достиг, оставшись, по мнению аналитиков, в тени вышедшего на год ранее «Евангелиона»..   Позже, в 2000-ом году, вышел полнометражный фильм, представляющий собой самостоятельное произведение с персонажами сериала.

#### Список серий
| Список серий | Список серий                                                                 | Список серий        |
| № серии      | Название                                                                     | Трансляция в Японии |
| ------------ | ---------------------------------------------------------------------------- | ------------------- |
| 01           | Судьбоносное признание «Уммэй но кокухаку» (運命の告白)                      | 2 апреля 1996       |
| 02           | Девочка с иллюзорной луны «Мабороси но цуки но сё:дзё» (幻の月の少女)        | 9 апреля 1996       |
| 03           | Галантный мечник «Карэй нару кэнси» (華麗なる剣士)                           | 16 апреля 1996      |
| 04           | Жестокий красавец «Масэй но бисё:нэн» (魔性の美少年)                         | 23 апреля 1996      |
| 05           | Печать братьев «Кё:дай но кокуйн» (兄弟の刻印)                               | 30 апреля 1996      |
| 06           | Столица интриг «Сакубо: но мияко» (策謀の都)                                 | 7 мая 1996          |
| 07           | Непредвиденные расставания «Ёкисэну вакарэ» (予期せぬ別れ)                   | 14 мая 1996         |
| 08           | День, когда взлетел ангел «Тэнси но мау хи» (天使の舞う日)                   | 21 мая 1996         |
| 09           | Воспоминания пера «Ханэ но киоку» (羽の記憶)                                 | 28 мая 1996         |
| 10           | Голубоглазый принц «Аоки хитоми но о:дзи» (青き瞳の王子)                     | 4 июня 1996         |
| 11           | Предсказание смерти «Си но ёгэн» (死の予言)                                  | 11 июня 1996        |
| 12           | Тайные ворота «Химицу но тобира» (秘密の扉)                                  | 18 июня 1996        |
| 13           | Красная судьба «Акай уммэй» (赤い運命)                                       | 25 июня 1996        |
| 14           | Опасные шрамы «Кикэн на кидзуато» (危険な傷跡)                               | 2 июля 1996         |
| 15           | Потерянный рай «Усинаварэта ракуэн» (失われた楽園)                           | 9 июля 1996         |
| 16           | Ведомые «Митибикарэси моно» (導かれし者)                                     | 16 июля 1996        |
| 17           | Край света «Коно ё но хатэ» (この世の果て)                                   | 23 июля 1996        |
| 18           | Тяжесть судьбы «Уммэй но инрёку» (運命の引力)                                | 30 июля 1996        |
| 19           | Операция «Золотое правило любви» «Кой но о:гонрицу сакусэн» (恋の黄金律作戦) | 6 августа 1996      |
| 20           | Ложные клятвы «Ицувари но тигири» (偽りの契り)                               | 13 августа 1996     |
| 21           | Реакция удачи «Ко:н но хансаё:» (幸運の反作用)                               | 20 августа 1996     |
| 22           | Чернокрылый ангел «Куроки цубаса но тэнси» (黒き翼の天使)                    | 27 августа 1996     |
| 23           | Предчувствие бури «Араси но ёкан» (嵐の予感)                                 | 3 сентября 1996     |
| 24           | Судьбоносный выбор «Уммэй но сэнтаку» (運命の選択)                           | 10 сентября 1996    |
| 25           | Область абсолютной удачи «Дзэттай ко:н кэн» (絶対幸運圏)                     | 17 сентября 1996    |
| 26           | Вечное чувство «Эйэн но омой» (永遠の想い)                                   | 24 сентября 1996    |

#### Музыка сериала
The Vision of Escaflowne — дебютная работа Майи Сакамото, которая не только озвучила главную героиню Хитоми Канзаки, но также исполнила вступительную песню «Yakusoku wa Iranai» и другие песни из произведения. Ёко Канно и Хадзимэ Мизогути сочинили и спродюсировали музыкальные темы сериала, включающие различные стили: современный, классический и григорианский.
Victor Entertainment выпустили четыре саундтрека к CD. Escaflowne: Over the Sky был выпущен 5 июня 1996 года с шестнадцатью треками, включая темы полного открытия и окончания сериала. Второй компакт-диск, Escaflowne Original Soundtrack 2, был выпущен 24 июля 1996 года и содержал ещё семнадцать треков. Выпущенный 28 сентября 1996 года, Escaflowne Original Soundtrack 3 содержал ещё пятнадцать треков. Четвёртый саундтрек к фильму «The Vision of Escaflowne: Lovers Only» был выпущен 22 января 1997 года и содержал двадцать треков, в том числе начальные и конечные сюжеты продолжительности телевидения, а также конечную тему, использованную в финальном эпизоде серии. Несмотря на относительную популярность саундтреков, они некоторое время не были лицензированы для выпуска за пределами Японии и были доступны только при их импорте. Тем не менее, все 4 саундтрека теперь можно приобрести в цифровом виде через iTunes.